# 滝実
滝 実（たき まこと、旧字体：瀧 實、1938年〈昭和13年〉9月15日 - ）は、日本の自治・総務官僚、政治家。勲等は旭日大綬章。
法務大臣（第89・91代）、法務副大臣（第2次小泉改造内閣・野田内閣・野田第1次改造内閣）、総務大臣政務官（第2次森改造内閣・第1次小泉内閣）、衆議院議員（5期）、衆議院法務委員長、新党日本副代表・総務会長（初代）、消防庁長官（第20代）、奈良県副知事等を歴任した。

## 来歴
東京府東京市（現：東京都品川区）生まれ。東京都立日比谷高等学校、東京大学法学部第1類（私法コース）卒業。1962年4月、自治省に入省（配属先は財政局財政再建課）。1968年、総理府中部圏開発整備本部。1973年、三重県総務部財政課長。1978年、奈良県総務部長。1981年4月より奈良県副知事。1993年1月より自治省税務局長。1995年1月17日、兵庫県南部地震（阪神・淡路大震災）が発生した当日、消防庁長官に就任した。
1996年、第41回衆議院議員総選挙に自由民主党公認で奈良2区から出馬し、初当選を果たした（当選同期に河野太郎・菅義偉・平沢勝栄・渡辺喜美・河本三郎・桜田義孝・下地幹郎・下村博文・新藤義孝・棚橋泰文・谷畑孝・田村憲久・戸井田徹らがいる）。当選後は当時の総裁派閥である平成研究会（橋本派）に所属する。2000年の第42回衆議院議員総選挙で再選。
2001年、中央省庁再編により誕生した総務省で、新設された総務大臣政務官（行政評価、恩給など、行政改革を担当する旧総務庁の業務の担当）に任命された。同年4月、第1次小泉内閣発足に伴い退任するが、2002年に再度、総務大臣政務官（地方自治、地方税、消防など、旧自治省分野の担当）に任命される。
2003年の第43回衆議院議員総選挙では、奈良2区で民主党公認の中村哲治に敗れたが、重複立候補していた比例近畿ブロックで復活し、3選。2004年9月、第2次小泉改造内閣で法務副大臣に任命される。
2005年7月、郵政国会で郵政民営化法案に反対するため、法務副大臣の辞表を提出した上で、5日の同法案の採決で反対票を投じたが、法務副大臣の辞表は受理されず、小泉純一郎首相により罷免された。郵政民営化法への反対により、第44回衆議院議員総選挙で自民党の公認を得られなくなったため、総選挙の直前に自民党を離党し、田中康夫長野県知事を党首とした新党日本の結党に参画。副代表に就任し、新党日本公認で奈良2区から出馬する。選挙区では、奈良1区から国替えしてきた自民党公認の高市早苗に敗れるが、重複立候補していた比例近畿ブロックで復活し4選。新党日本からは他に小林興起（東京10区）、青山丘（比例東海ブロック）が出馬したものの、当選者は滝1人に留まった。その後、自民党党紀委員会で除名処分が下った。同年10月、新党日本総務会長に就任。
総選挙後は国民新党、新党日本に無所属の元防衛庁長官・野呂田芳成を加えた統一会派「国民新党・日本・無所属の会」に参加していたが、2006年9月の首班指名選挙において、新党日本幹事長の荒井広幸が国民新党代表の綿貫民輔ではなく自由民主党総裁の安倍晋三に投票したため、国民新党側がこれを問題視。新党日本代表の田中康夫に荒井の処分を求めたものの田中が断ったため、統一会派を解消した。なお、滝は首班指名選挙で綿貫に投票している。
2007年の第21回参議院議員通常選挙の直前、田中の党運営や、田中による参院選における新党日本の公約の一方的な決定に反発し、幹事長の荒井広幸、総務会長の滝が党首の田中に対し、新党日本の解党を要求。しかし田中がこれを拒否したため、滝、荒井が共に新党日本を離党した。そのため参院選で田中が参議院比例区から出馬して当選するまで、一時的に新党日本所属の国会議員の人数はゼロになった。一方、滝は参院選において、奈良県選挙区から出馬した民主党の中村哲治を支援し、中村は自民党候補に大差をつけて当選した。これにより第45回衆議院議員総選挙において、奈良2区での民主党の公認が内定した。
2009年7月21日、衆議院解散後に民主党に入党。奈良2区から同党公認で出馬し、前回敗れた自民党の高市早苗を僅差ながら破り、5選（高市は比例復活）。所謂郵政造反組の中で、民主党に鞍替えしたのは川上義博に続き2人目。なお滝の後にも小林興起・津島恭一・松宮勲の3人が民主党に入党し、いずれも第45回衆議院議員総選挙で当選した。総選挙後、衆議院法務委員長に就任。2010年4月、小沢一郎の検察審査会での起訴相当の議決を受けて設立された議員連盟「司法のあり方を検証・提言する議員連盟」の会長に就任したものの、党内処分的には小沢一郎の離党勧告に同意した。
2011年9月5日、野田内閣で法務副大臣に任命される。2004年9月に発足した第2次小泉改造内閣でも法務副大臣を務めており、7年ぶりの再登板であった。2012年4月14日、第46回衆議院議員総選挙に出馬せず政界を引退する意向を表明した（併せて法務副大臣の職務は引き続き務める考えを表明）。
2012年6月4日、野田第2次改造内閣において副大臣から昇格する形で法務大臣に任命され、初入閣した。法相就任後、国会会期中の8月3日に死刑囚2人の刑を執行した。なお、前任の法務大臣である小川敏夫も国会会期中（平成24年3月29日）に死刑執行命令を発令している。同年9月27日、法相就任以来2度目の死刑執行命令を発令し、死刑囚2人の刑を執行した。野田第3次改造内閣発足に先立ち、高齢を理由に再任を固辞する意向を表明し、2012年10月1日の内閣改造により法務大臣を退任した。しかし、後任の法務大臣である田中慶秋が自身の不祥事並びに健康上の理由により、就任からわずか3週間で辞任したため、10月24日付で再び法務大臣に任命された。
11月16日、衆議院解散により衆議院議員を失職。12月26日、野田第3次改造内閣の総辞職により法務大臣を退任し、政界を引退した。2013年4月、旭日大綬章受章。

## 役職

### 内閣

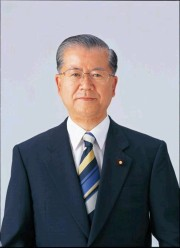
第2次小泉改造内閣での法務副大臣の頃の滝

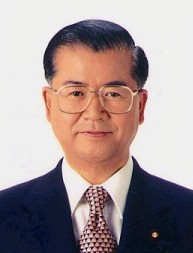
第1次小泉内閣での総務大臣政務官の頃の滝

野田第3次改造内閣
- 法務大臣

野田第2次改造内閣
- 法務大臣

野田内閣・野田第1次改造内閣
- 法務副大臣

第2次小泉改造内閣
- 法務副大臣

第2次森改造内閣（中央省庁再編後）・第1次小泉内閣
- 総務大臣政務官

### 衆議院
- 法務委員長

### 民主党
- 総務委員長

### 新党日本
- 総務会長

### 自由民主党
- 総務部会地方行政専任部会長

### 官職
- 消防庁長官
- 自治省税務局長
- 自治省大臣官房総務審議官
- 奈良県副知事

## 政策・主張
- 「一人ひとりを大切にする」主義から、選択的夫婦別姓制度・人権擁護法案（人権侵害救済法案）・人権教育啓発推進法を推進している。また同様に理由で、これまで自然災害被災者生活支援法の実現や奨学金の大幅拡充の実現に尽力してきた[17]。
- 2012年6月19日の参議院法務委員会での答弁において、選択的夫婦別姓制度や婚外子相続権等に関連した民法改正について、既に法制審の議論は終了しており、法務省による法案化の姿勢については変更しない考えを示した[18]。
- 2012年4月と6月に起きた小学生がはねられ死亡した事故に関して、「無免許運転厳罰化」や「準危険運転致死傷罪」の創設に取り組む意向を表明した[19]。

## 氏名の表記
氏名の正式な表記は旧字体の瀧實であるが、報道などでは新字体の滝実の表記が用いられている。2013年の春の叙勲の際に内閣府が発表した受章者名簿では、「氏名」欄は「瀧實」、通称などを掲載する「芸名等」欄に「滝実」の名前が記載されており、官報においても「瀧實」の表記が用いられた。自身の公式ウェブサイトでは「滝まこと」の表記を用いており、自著は「滝実」名義で出版している。

## 選挙歴
| 当落 | 選挙                   | 執行日         | 年齢 | 選挙区              | 政党       | 得票数    | 得票率 | 定数 | 得票順位 /候補者数 | 政党内比例順位 /政党当選者数 |
| ---- | ---------------------- | -------------- | ---- | ------------------- | ---------- | --------- | ------ | ---- | ------------------ | ---------------------------- |
| 当   | 第41回衆議院議員総選挙 | 1996年10月20日 | 58   | 奈良2区             | 自由民主党 | 6万5679票 | 41.27% | 1    | 1/5                | /                            |
| 当   | 第42回衆議院議員総選挙 | 2000年06月25日 | 61   | 奈良2区             | 自由民主党 | 7万1146票 | 42.39% | 1    | 1/4                | /                            |
| 比当 | 第43回衆議院議員総選挙 | 2003年11月09日 | 65   | 比例近畿（奈良2区） | 自由民主党 | 7万3646票 | 42.85% | 29   | 2/3                | 9/9                          |
| 比当 | 第44回衆議院議員総選挙 | 2005年09月11日 | 66   | 比例近畿（奈良2区） | 新党日本   | 2万9995票 | 14.50% | 29   | 3/4                | 1/1                          |
| 当   | 第45回衆議院議員総選挙 | 2009年08月30日 | 70   | 奈良2区             | 民主党     | 9万8728票 | 46.53% | 1    | 1/4                | /                            |

## 著書

### 単著
- 「阪神大震災の熱く長い一日」（日本法制学会、1995年） ISBN 4931147232
- 「一人ひとりを大切にする国家-危機管理の原点を求めて」（日本法制学会、2002年） ISBN 4931147275

### 共著
- （佐藤進・滝実）「地方消費税-その理論と仕組み-」（地方財務協会、1995年）
- （下地幹郎・新藤義孝・滝実・戸井田徹）「ひとり立ちしよう日本人-行動派新代議士日本を語る-」（日本法制学会、1999年）

### 編著
- 「ボランティア好きな人きらいな人」（日本法制学会、1998年） ISBN 4931147240